# کریستل تورسن
کریستل تورسن (انگلیسی: Christel Thoresen؛ زادهٔ ۱۵ اوت ۱۹۸۰) ورزشکار اسنوبردسواری اهل نروژ است.
وی در مسابقات کشوری و بین‌المللی در مجموع برندهٔ ۱ مدال نقره شده‌است.